# شهرستان گواژو
شهرستان گواژو (به لاتین: Guazhou County) یک منطقهٔ مسکونی در چین است که در جیوچوان واقع شده‌است.